# Cesare Rossi
Cesare Rossi, detto Cesarino (Pescia, 21 settembre 1887 – Roma, 9 agosto 1967), è stato un sindacalista, giornalista e politico italiano. Fascista della prima ora, fu coinvolto nello scandalo seguito al delitto Matteotti.

## Biografia

### L'esperienza sindacale
Dirigente della Federazione nazionale giovanile socialista, tra il 1905 e il 1915 Cesare Rossi fu collaboratore di diverse testate socialiste e direttore della Voce Proletaria di Piacenza. Collaborò con l'Internazionale, organo della Camera del Lavoro "sindacalista rivoluzionaria" di Parma, che prese poi rilevanza quasi nazionale con Michele Bianchi, Alceste de Ambris e Amilcare De Ambris, Tullio Masotti, Umberto Pasella, Romualdo Rossi, Angelo Oliviero Olivetti, Paolo Mantica, tutti sindacalisti rivoluzionari o comunque vicini al movimento. Fu quindi dirigente dell'Unione sindacale italiana e nel 1912 fu segretario della Camera del Lavoro di Piacenza.
Il 27 ottobre 1914 Cesare Rossi fondò con Filippo Corridoni ed un folto gruppo di interventisti e sindacalisti rivoluzionari (Decio Bacchi, Michele Bianchi, Ugo Clerici, Amilcare De Ambris, Attilio Deffenu, Aurelio Galassi, A.O. Olivetti, Decio Papa, Silvio Rossi, Sincero Rugarli, Massimo Rocca) il "Fascio rivoluzionario d'azione internazionalista" e ne sottoscrisse il manifesto programmatico. Fu fra i fondatori nel dicembre 1914 del Fascio d'azione rivoluzionaria, con Benito Mussolini e Alceste de Ambris, aderendo al fronte interventista di sinistra e venne chiamato da Mussolini a collaborare al quotidiano Il Popolo d'Italia. Prese quindi parte alla prima guerra mondiale.
Rossi aderiva alla massoneria, comunione della Gran Loggia di Piazza del Gesù, dalla quale si dimetterà con lettera il 18 febbraio 1923.

### Ai vertici del fascismo
Il 23 marzo 1919 partecipò alla fondazione dei Fasci italiani di combattimento. Nell'ottobre 1919 entrò nel Comitato centrale del partito e chiamato a dirigere Il Fascio, il nuovo organo di stampa. Al termine del congresso del giugno 1920 divenne vicesegretario nazionale dei Fasci, fino al novembre 1921.
Segretario del Fascio di Milano, prese parte alla Marcia su Roma del 28 ottobre 1922, e con il primo governo Mussolini venne chiamato a ricoprire la carica di capo dell'ufficio stampa della Presidenza del Consiglio dei ministri. Nel gennaio 1923 divenne membro del Gran consiglio del fascismo e nell'ottobre dello stesso anno vicesegretario del PNF. Fu uno dei più fidati collaboratori di Mussolini, che gli affidò anche l'incarico di organizzare la "Ceka fascista". Infatti Mussolini sì ispirò alla polizia segreta bolscevica, la Čeka appunto, creando il proprio organo di polizia segreta al suo diretto comando, insieme al segretario amministrativo del Partito Nazionale Fascista (PNF), Giovanni Marinelli.
Durante le elezioni politiche del 1924 fece parte della "pentarchia", insieme a Giacomo Acerbo, Aldo Finzi, Michele Bianchi e Francesco Giunta, per selezionare i candidati della Lista Nazionale. Dal 23 aprile al 16 giugno 1924 fece parte del "quadrumvirato" con Roberto Forges Davanzati, Giovanni Marinelli e Alessandro Melchiori al vertice del Partito Nazionale Fascista.

### Il «memoriale Rossi» e il carcere
Il 10 giugno 1924 fu sequestrato a Roma il parlamentare socialista Giacomo Matteotti. Coinvolto dalle prime indagini nel sequestro, Cesare Rossi si dimise il 16 giugno da tutte le cariche. Ricercato, si fece latitante, per poi costituirsi spontaneamente alle autorità giudiziarie il 22 giugno. Scoppiò uno scandalo; Mussolini si dimise da ministro dell'Interno, fece dimettere Emilio De Bono da direttore generale della polizia, pur mantenendolo comandante generale della milizia, ed esonerò il questore di Roma. Vennero sospesi i lavori parlamentari. Il 16 agosto fu ritrovato il corpo senza vita del parlamentare. 
Il 27 dicembre 1924 il quotidiano indipendente Il Mondo pubblicò un memoriale difensivo del Rossi, scritto presumibilmente nei giorni della latitanza. Il documento era composto da 18 cartelle di appunti. L'ex capo dell'ufficio stampa della Presidenza del Consiglio, oltre a proclamare la propria estraneità rispetto al delitto Matteotti e ad altre azioni violente e a delitti perpetrati dal regime, accusò direttamente Mussolini per l'omicidio del leader socialista. Nel documento scrisse infatti che Mussolini era all'origine della "Ceka fascista", alla quale erano addebitabili i crimini eccellenti degli ultimi diciotto mesi prima del delitto.
Dinanzi al Senato costituito in Alta corte di giustizia pervennero documenti, a sua firma, a contenuto anche maggiormente incriminatorio, ma il procuratore Giovanni Santoro nella sua requisitoria del 13 maggio 1925 ne negherà il valore definendo Rossi un "cinico delinquente".
Quanto all'indagine di diritto comune, che fino ad allora era stata condotta dai magistrati Mauro Del Giudice e Tancredi, nell'estate 1925 passò ai loro colleghi Del Vasto e Albertini e, mercé l'amnistia emanata da Alfredo Rocco, Cesare Rossi fu prosciolto in istruttoria. Liberato nel dicembre 1925, nel febbraio 1926, per timore di vendette, si rifugiò in Francia. Pochi mesi dopo gli fu tolta la cittadinanza italiana. 
Attirato con un tranello a Campione d'Italia, fu arrestato dalla polizia fascista nell'agosto 1928 per attività antifascista all'estero, e condannato nel 1929 a 30 anni di carcere dal Tribunale Speciale. Dopo 11 anni di carcere, nel 1940 fu inviato al confino nell'isola di Ponza fino al dicembre 1942.

### Il dopoguerra
Nel novembre 1943 fu arrestato dagli Alleati a Pomigliano e nel luglio 1944 (secondo Norman Lewis) arricchì le sue precedenti testimonianze sul delitto Matteotti rivelando che Mussolini - in seguito all'intervento parlamentare di Matteotti del 30 maggio 1924 a Montecitorio - gli disse le seguenti parole: "Quell'uomo dopo quel discorso non dovrebbe più circolare”.
Condannato per la sua attività pre-marcia su Roma a 4 anni e due mesi, fu graziato dal sovrano.
Nel 1947, fu nuovamente arrestato nell'ambito dell'istruttoria del processo-bis del delitto Matteotti, dove venne assolto per insufficienza di prove. Allora tornò alla professione giornalistica e produsse diverse opere memorialistiche. È morto a Roma, a 79 anni, nel 1967.

## Opere
- Mussolini com'era, Roma, Ruffolo, 1947
- L'assalto alla Banca di sconto. Colloqui con Angelo Pogliani, Milano, Ceschina, 1950.
- Il Tribunale speciale. Storia documentata, Milano, Ceschina, 1952.
- Trentatré vicende mussoliniane, Milano, Ceschina, 1958.
- Personaggi di ieri e di oggi, Milano, Ceschina, 1960.
- Il delitto Matteotti nei procedimenti giudiziari e nelle polemiche giornalistiche, Milano, Ceschina, 1965

## Cesare Rossi nella cultura di massa
- Cesare Rossi è stato interpretato dall'attore Cesare Barbetti nel film Il delitto Matteotti (1973), diretto da Florestano Vancini.
- Cesare Rossi è stato interpretato dall'attore Francesco Russo nella miniserie televisiva M - Il figlio del secolo, diretta da Joe Wright e tratta dall'omonimo romanzo del 2018 di Antonio Scurati.